# Saint-Maur (Cher)
Saint-Maur – miejscowość i gmina we Francji, w Regionie Centralnym, w departamencie Cher.
Według danych na rok 1990 gminę zamieszkiwało 287 osób, a gęstość zaludnienia wynosiła 11 osób/km² (wśród 1842 gmin Regionu Centralnego Saint-Maur plasuje się na 854. miejscu pod względem liczby ludności, natomiast pod względem powierzchni na miejscu 456.).